# Сент-Джордж (Бермудські острови)
Сент-Джордж (англ. St. George's) — місто на Бермудських островах, одне з перших поселень англійців в Новому Світі. Місто і навколишні його укріплення XVII—XX століть включені в Список Всесвітньої спадщини ЮНЕСКО.
Сент-Джордж є третім англійським поселенням в Новому світі після Сент-Джонса (Ньюфаундленд) і Джеймстауна (Вірджинія), однак претендує на звання найстарішого постійно населеного англійського міста Нового Світу. Джеймстаун спочатку був фортом, а не містом, а потім зовсім занепав і зник, а постійність населення Сент-Джонса на початку XVII століття не вдається встановити достовірно. Це дозволяє деяким історикам вважати Сент-Джордж першим англійським містом в Новому Світі.

## Історія
У 1609 році експедиція Джорджа Сомерса, що прямувала у Джеймстаун, потрапила в сильний шторм, корабель Sea Venture через сильні протікання у корпусі був змушений відокремитися і пристати до Бермудських островів, де він був спеціально посаджений на риф. 150 людина (матроси і колоністи) провели на острові 10 місяців, за які із залишків розбитого корабля і місцевих матеріалів вони побудували два нових судна і продовжили плавання до Вірджинії. При цьому 2 людини залишилося на острові, щоб закріпити за островом пріоритет Вірджинської компанії. Прибувши у Джеймстаун, Сомерс виявив небагатьох виживших колоністів, більшість загинули від голоду, хвороб і набігів індіанців. Адмірал повернувся на Бермуди за припасами, захворів і незабаром помер. Його було поховано на острові.
У 1612 році острови були офіційно передані Вірджинській компанії, на острів прибули 60 поселенців, які заснували поселення Нью-Лондон, перейменоване згодом у Сент-Джордж.
Місто було столицею Бермудів до 1815 року, коли ця роль перейшла до міста Гамільтон. Сент-Джордж зіграв важливу роль в історії США, багато жителів острова згодом переселилися на Американський континент, вплинувши на формування населення деяких південних штатів. Під час Війни за незалежність жителі Сент-Джорджа провезли порох Джорджу Вашингтону. Через Сент-Джордж проводилося постачання конфедератів під час Громадянської війни в США.

## Пам'ятки

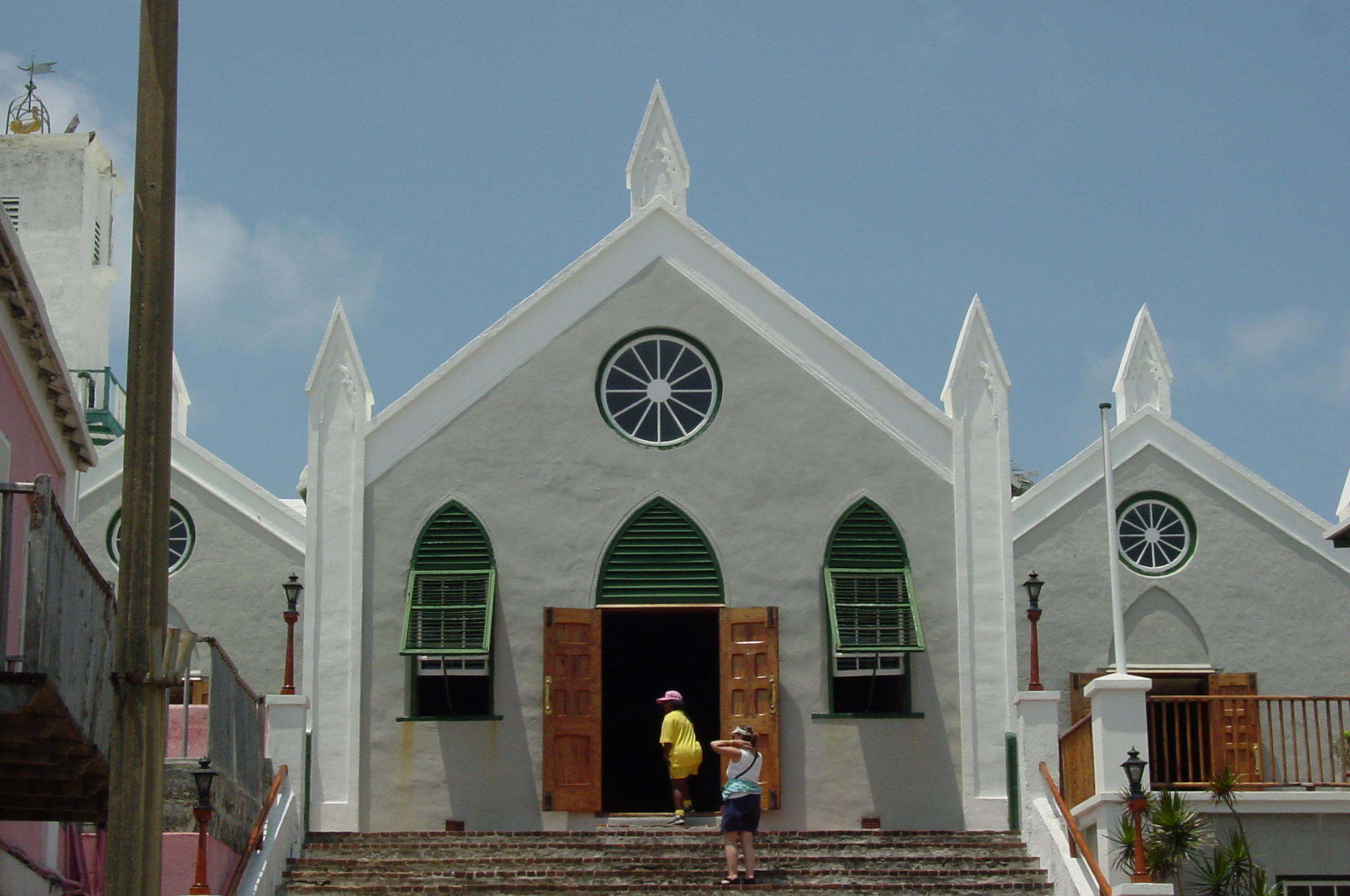
Церква Святого Петра

Місто багато в чому зберігло свій первісний вигляд. Більшість будівель були зведені в XVII—XIX століттях.
- Old State House — найстаріша кам'яна споруда на Бермудах (1620 рік). Тут розташовувався бермудський парламент і суд, потім будівлю було передано масонам.
- Церква Святого Петра — найстаріша збережена англіканська церква в Західній півкулі.
- Недобудована церква — будівництво почалося в 1874 році і закінчилося в 1894 році, коли міська рада вирішила відреставрувати Церкву Святого Петра
- Bermuda National Trust Museum
- Музей родини Таккерів
- Копія корабля «Deliverance», одного з двох, побудованих для відплиття до Вірджинії після вимушеної зупинки на острові.

## Укріплення міста

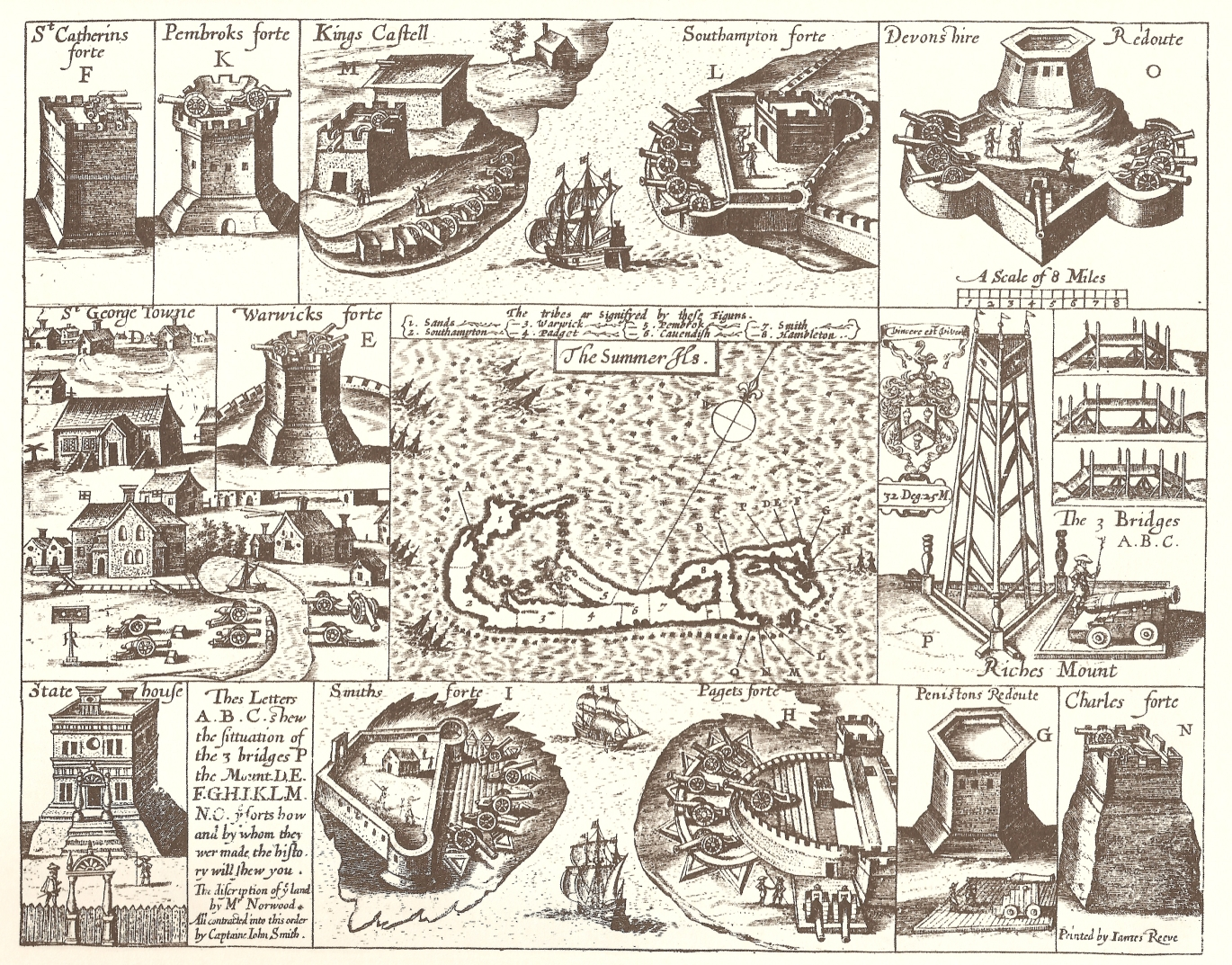
Карта капітана Джона Сміта 1624 року

Оборонні споруди з'явилися на острові з прибуттям поселенців в 1612 році. Першими для захисту острова були використані дві гармати із корабля «Sea Venture», що розбився в 1609 році (решта гармат були викинуті в море, щоб підвищити плавучість корабля під час шторму). Надалі навколо основних гаваней з'явилося безліч фортів.
В 1614 році «Королівський замок» відбив єдиний за всю історію напад іспанців, давши два залпи з гармат, після яких іспанські кораблі вважали за краще відступити. Іспанські моряки не знали, що в гарнізону форту залишалося боєприпасів лише на один залп.
Оборонні споруди Сент-Джордж — найстаріші збережені англійські фортифікації в Новому світлі.
- King's Castle (Seaward Fort) (1612)
- Devonshire Redoubt (1620) — Castle Island
- Landward Fort (1620) — Castle Island
- Southampton Fort (1620) — Brangman's Island
- Old Castle, or Charles' Fort, (1615), — Goat Island
- Форт Пемброка — cooper's Island
- Fort Bruere — Main Island.
- Burnt Point Fort або Ferry Battery Point,
- Island Ferry Fort
- Martello Tower — вежа мартелло (1822)

Всього більше 20 оборонних споруд.

## Галерея

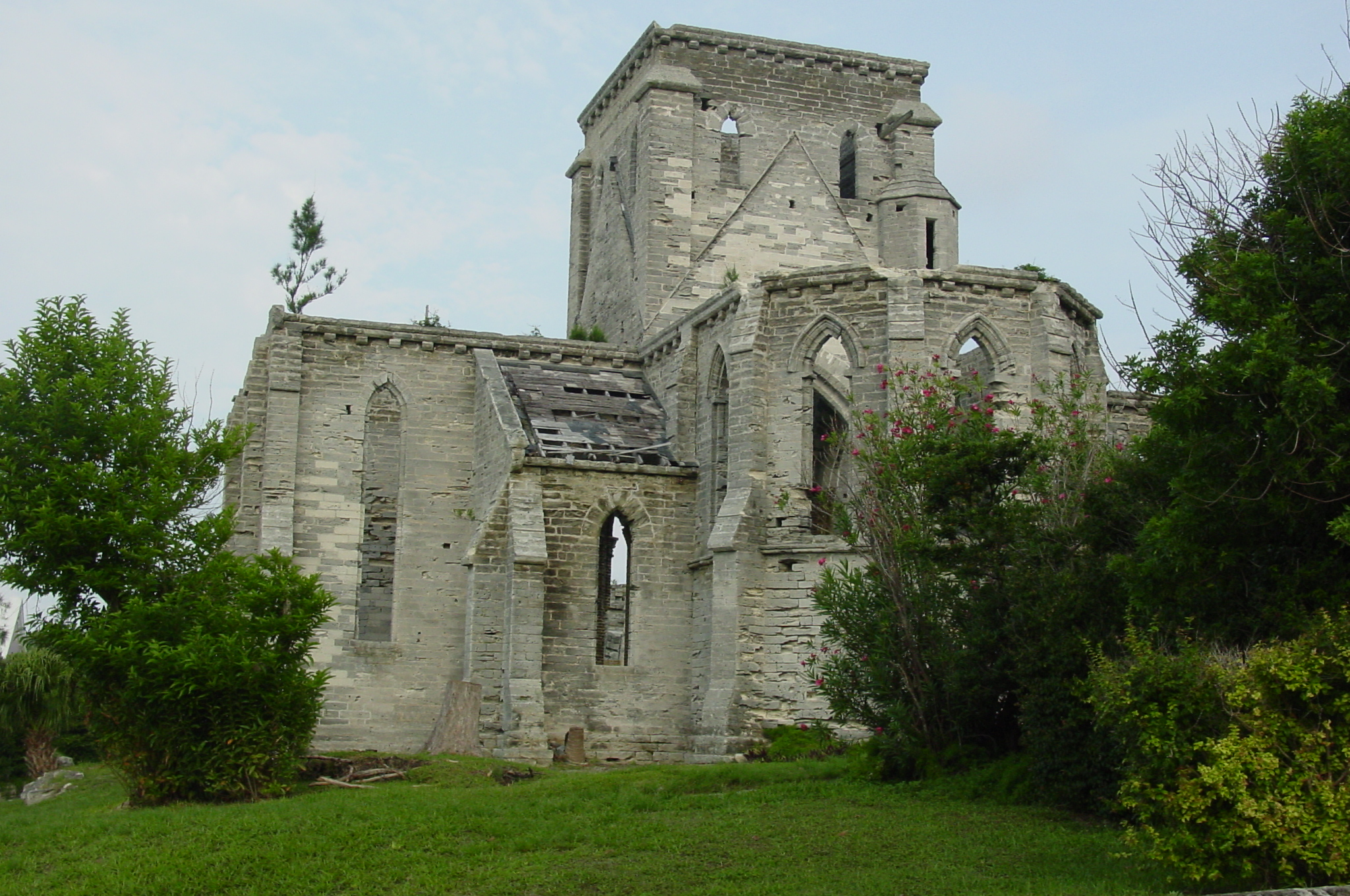
Недобудована церква
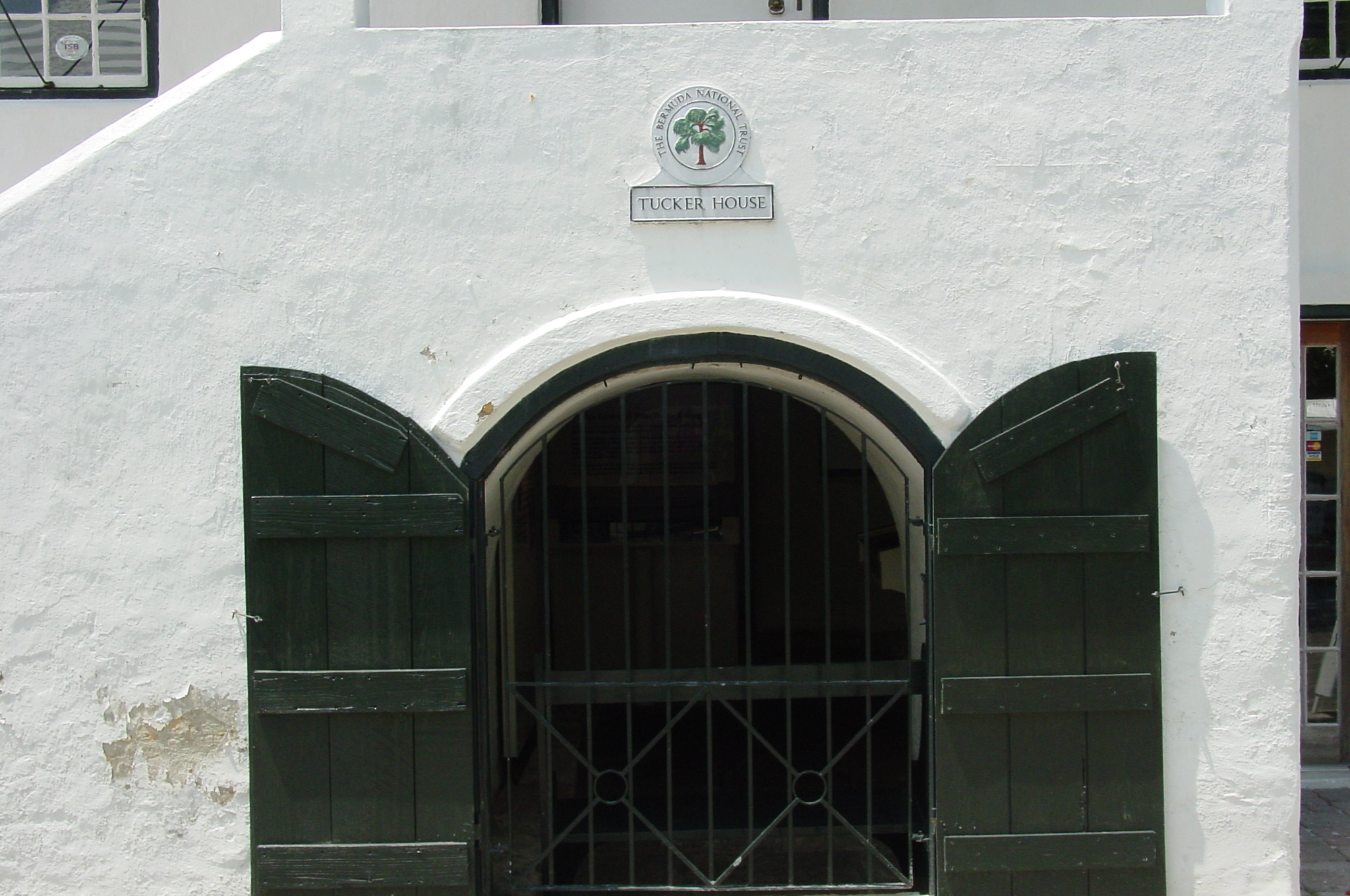
Вхід в будинок Таккеров
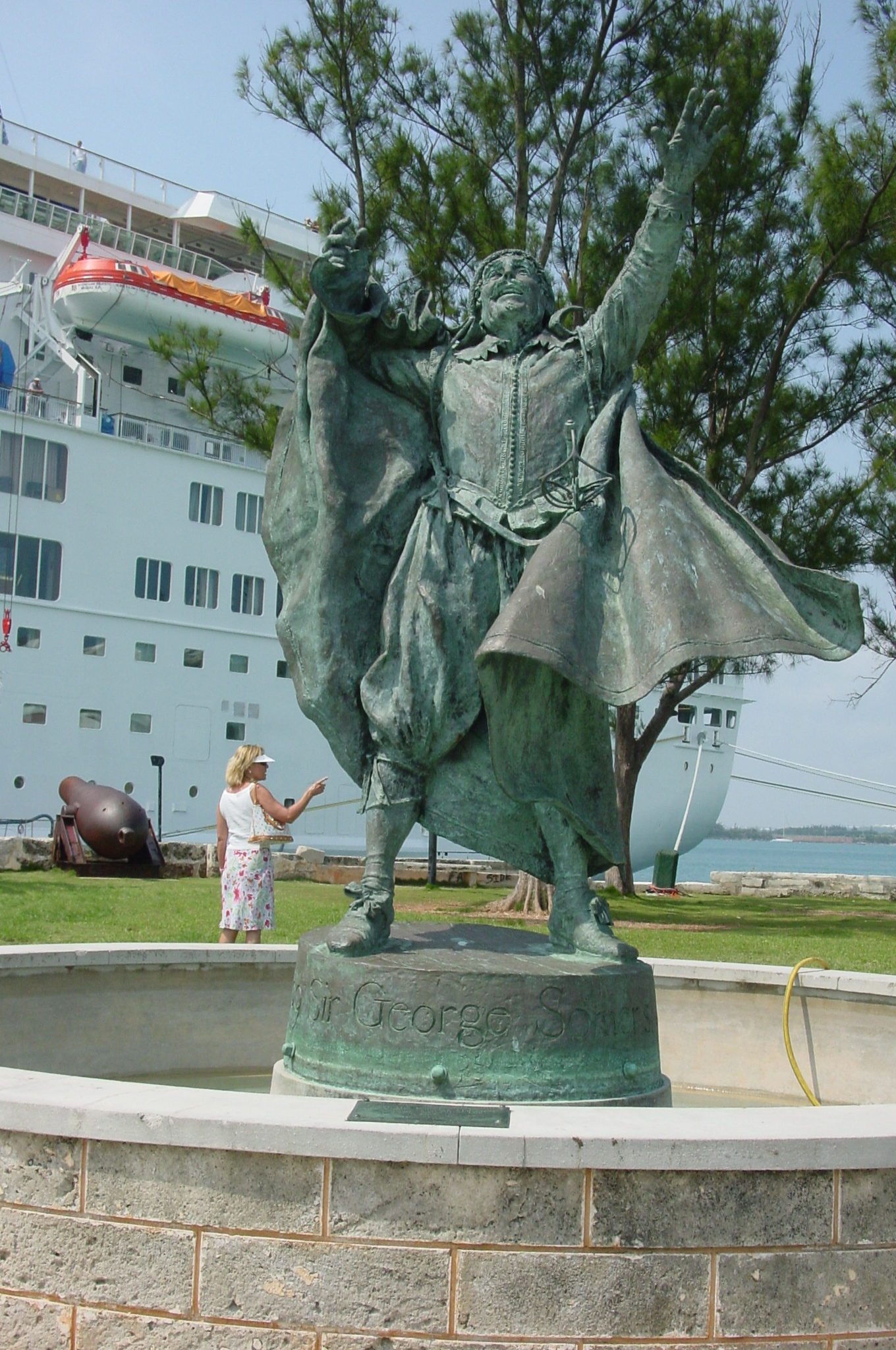
Статуя адмірала Джорджа Сомерса
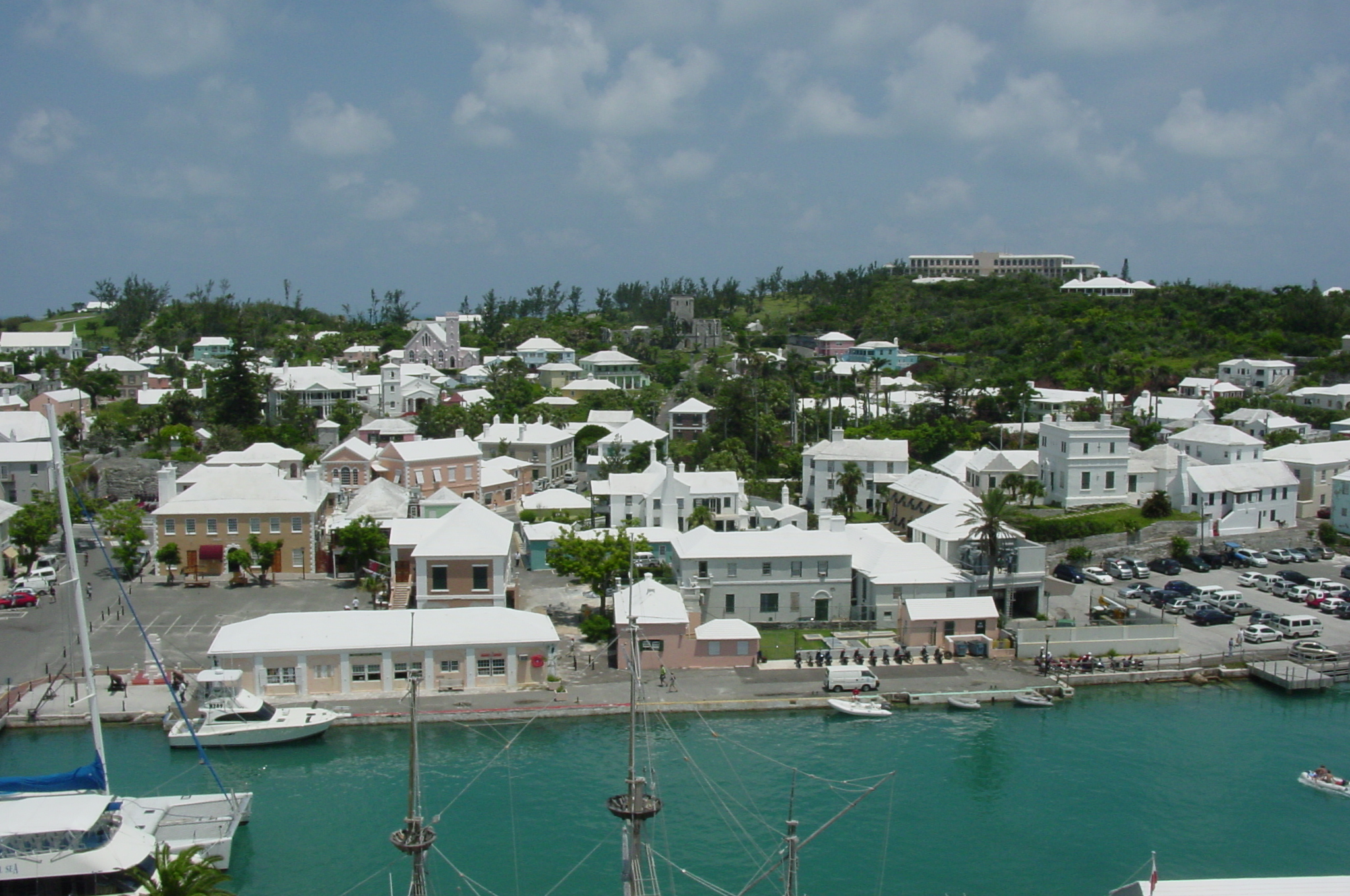
Вид з гавані